# Work It (filme)
Work It (bra: Dançarina Imperfeita; prt: Work It) é um filme americano de 2020 de comédia, coming-of-age e dança, dirigido por Lauren Terruso, escrito por Alison Peck e produzido por Alicia Keys, Leslie Morgenstein e Elysa Koplovitz Dutton. O filme é estrelado por Sabrina Carpenter, Liza Koshy, Keiynan Lonsdale, Drew Ray Tanner, Michelle Beteay e Jordan Fisher. O filme foi lançado em 7 de agosto de 2020, pela Netflix.

## Sinopse
O filme segue Quinn Ackerman, que recruta dançarinos para formar um grupo de dança e ganhar uma competição, a fim de entrar na universidade dos seus sonhos – a Duke.

## Elenco
| Ator/Atriz           | Personagem                 |
| -------------------- | -------------------------- |
| Sabrina Carpenter    | Quinn Ackerman             |
| Liza Koshy           | Jasmine "Jas" Hale         |
| Jordan Fisher        | Jake Taylor                |
| Keiynan Lonsdale     | Isaiah "Julliard" Pembroke |
| Naomi Snieckus       | Maria Ackerman             |
| Bianca Asilo         | Raven                      |
| Neil Robles          | Chris Royo                 |
| Nathaniel Scarlette  | DJ Tapes                   |
| Tyler Hutchings      | Robby G.                   |
| Indiana Mehta        | Priya Singh                |
| Briana Andrade-Gomes | Trinity                    |
| Kalliane Bremault    | Brit Turner                |
| Michelle Buteau      | Veronica Ramirez           |
| Drew Ray Tanner      | Charlie                    |
| Mohammad Tiregar     | Jack                       |
| Jayne Eastwood       | Ruthie                     |

## Produção
Em 2 de abril de 2019, Adam Fogelson, da STX, anunciou o filme junto com Alicia Keys para produzi-lo. Em 2 de maio de 2019, foi anunciado que Sabrina Carpenter, Liza Koshy e Keiynan Lonsdale estrelariam o filme. Laura Terruso foi anunciada como a diretora, e que Terruso iria reescrever o filme a partir de um roteiro original de Alison Peck, com Elysa Koplovitz Dutton e Leslie Morgenstein da Alloy Entertainment produzindo o filme ao lado de Keys.  Em 2 de julho de 2019, Drew Ray Tanner, Michelle Buteau e Jordan Fisher juntaram-se ao elenco e foi anunciado que a Netflix distribuiria o filme. Também foi anunciado nesse dia que Carpenter também será produtora executiva.
As filmagens ocorreram de junho de 2019 a agosto de 2019 no St. George Campus da Universidade de Toronto, Humber College, Lakeshore Campus, Universidade de Nova Iorque, Keele Campus em Toronto, Canadá e no campus da Universidade do Estado da Califórnia, Northridge em Los Angeles em dezembro de 2019.[carece de fontes?]

## Trilha sonora

### Lista de músicas
1. "Let Me Move You" - Sabrina Carpenter
2. "Wow" - Zara Larsson
3. "Thinkin Bout You" - Ciara
4. "I Am the Best" - 2NE1
5. "Do It Like This" - Daphne Willis
6. "Onset" - Haiku Hands (feat. Mad Zach)
7. "Motivation" - Normani
8. "Feeling It" - Danger Twins
9. "Break My Heart" - Dua Lipa
10. "Cool" - Dua Lipa
11. "Get On Your Feet" - Gloria Estefan
12. "Mess" - Jordan Fisher
13. "Treat Myself" - Meghan Trainor

## Lançamento
Work It foi lançado pela Netflix em 7 de agosto de 2020. Foi o filme mais assistido no fim de semana de estreia, antes de cair para o quinto lugar no segundo fim de semana.

## Recepção
No agregador de críticas Rotten Tomatoes, o filme detém uma taxa de aprovação de 85% com base em 26 críticas, com uma classificação média de 6,2/10. No Metacritic, o filme tem uma pontuação média ponderada de 58 em 100, com base em nove críticos, indicando "críticas mistas ou médias".